# Пригорьевский сельский совет (Высокопольский район)
Пригорьевский сельский совет (укр. Пригір'ївська сільська рада) — входит в состав
Высокопольского района
Херсонской области
Украины.
Административный центр сельского совета находится в 
с. Пригорье
.

## История
- 1915 — дата образования.

## Населённые пункты совета
- с. Пригорье
- с. Каменка
- с. Красновка
- с. Розовка
- с. Свободное